# Hrvaška katoliška mreža
Hrvaška katoliška mreža (hrvaščina: Hrvatska katolička mreža, kratica: HKM) je hrvaška katoliška spletna multimedijska platforma Hrvaške škofovske konference, ki združuje Hrvaški katoliški radio, Tiskovni urad Hrvaške škofovske konference in Katoliško informacijsko agencijo. Predstavljena je bila septembra 2018. Direktor mreže je msgr. Fabijan Svalina, in odgovorni urednik spletne strani Siniša Kovačić.
Naloga mreže je usklajevanje dela svojih sestavnikov, zbiranje, objavljanje in arhiviranje informacij o dogodkih v Katoliški cerkvi na Hrvaškem in vesoljni cerkvi. Poleg agencijskih in časopisnih člankov Mreža zbira kolumne, ocene, pregledi, umetnostno kritiko, video posnetke in druge spletne vsebine.